# Brachygastra albula
Brachygastra albula är en getingart som beskrevs av Richards 1978. Brachygastra albula ingår i släktet Brachygastra och familjen getingar. Inga underarter finns listade.